# 2. ročník udílení Nickelodeon Kids' Choice Awards
2. ročník Nickelodeon Kids' Choice Awards se konal 25. června 1989. Moderátory večera byli Nicole Eggert a Will Wheaton.

## Moderátoři a vystupující

### Moderátoři
- Nicole Eggert
- Wil Wheaton

### Vystupující
- Corey Feldman
- New Kids on the Block

## Vítězové a nominovaní

### Nejoblíbenější televizní herečka
- Alyssa Milano
- Tracey Gold
- Holly Robinson

### Nejoblíbenější televizní herec
- Alf
- Kirk Cameron
- Michael J. Fox

### Nejoblíbenější televizní seriál
- The Cosby Show
- ALF
- Growing Pains

### Nejoblíbenější zpěvačka/skupina
- Debbie Gibson
- Whitney Houston
- Salt 'n' Pepa

### Nejoblíbenější zpěvák/skupina
- Jon Bon Jovi
- DJ Jazzy Jeff and the Fresh Prince
- The Fat Boys

### Nejoblíbenější písnička
- "Kokomo" – The Beach Boys
- "Don't Worry Be Happy" – Bobby McFerrin
- "Parents Just Don't Understand" – DJ Jazzy Jeff and the Fresh Prince

### Nejoblíbenější sportovec
- Mike Tyson
- Michael Jordan
- Greg Louganis

### Nejoblíbenější sportovkyně
- Florence Griffith Joyner
- Janet Evans
- Chris Evert

### Nejoblíbenější sportovní tým
- Chicago Bears
- Los Angeles Dodgers
- Detroit Pistons

### Nejoblíbenější filmový herec
- Arnold Schwarzenegger za Dvojčata
- Pee-Wee Herman za Big Top Pee-wee
- Eddie Murphy for Cesta do Ameriky

### Nejoblíbenější filmová herečka
- Whoopi Goldberg
- Bette Midler jako C.C. za Osudové pláže
- Molly Ringwald

### Nejoblíbenější film
- Falešná hra s králíkem Rogerem
- Beetlejuice
- Policejní akademie 5: Nasazení v Miami Beach